# Stora hunden
Stora hunden (Canis Major på latin) är en stjärnbild på den södra stjärnhimlen. Konstellationen är en av de 88 moderna stjärnbilderna som erkänns av den internationella astronomiska unionen.

## Historik
Stora hunden var en av de 48 konstellationerna som listades av astronomen Klaudios Ptolemaios i hans samlingsverk Almagest.

## Stjärnor

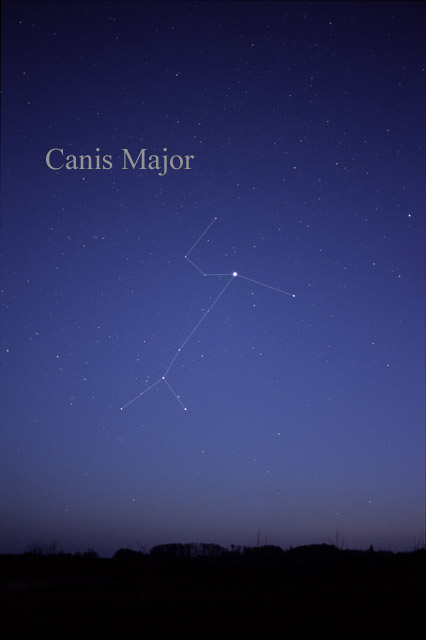
Stjärnbilden Stora hunden (Canis Major) som den kan ses med blotta ögat.

Stora hunden innehåller stjärnhimlens ljusstarkaste stjärna Sirius med magnitud -1,46, men också flera andra, ganska ljusstarka stjärnor.
- α - Sirius (Alfa Canis Majoris) är av magnitud -1,46 och är därmed stjärnhimlens ljusstarkaste stjärna. Detta beror delvis på närheten, multipelstjärnan är endast 8,6 ljusår från jorden.[5] Egennamnet är grekiska Σείριος (Seirios) och betyder “brännande”.
- ε - Adhara (Epsilon Canis Majoris) är den näst starkaste stjärnan i stjärnbilden och den 24:e på stjärnhimlen, med magnitud 1,5.
- δ - Delta Canis Majoris (Wezen) är en gulvit superjätte med magnitud 1,83.
- β - Beta Canis Majoris (Murzim) är en blåvit jättestjärna som är en Beta Cephei-variabel som varierar i ljusstyrka 1,95 – 2,00.
- η - Eta Canis Majoris (Aludra) är en blå superjätte som är en Alfa Cygni-variabel som varierar i ljusstyrka 2,38 – 2,48.
- ζ - Zeta Canis Majoris (Phurud) är en spektroskopisk dubbelstjärna med magnitud 3,02.
- γ - Gamma Canis Majoris (Muliphein) en blåvit jätte med magnitud 4,11.
- VY Canis Majoris är en röd hyperjätte som är en av de största stjärnor som astronomerna upptäckt. [6] Dess radie är uppskattad till 1420 ± 120 solradier, vilket motsvarar 6,6 AU. Det betyder att den, om stjärnan fick inta solens plats, skulle sträcka sig utanför Saturnus omloppsbana.[7]

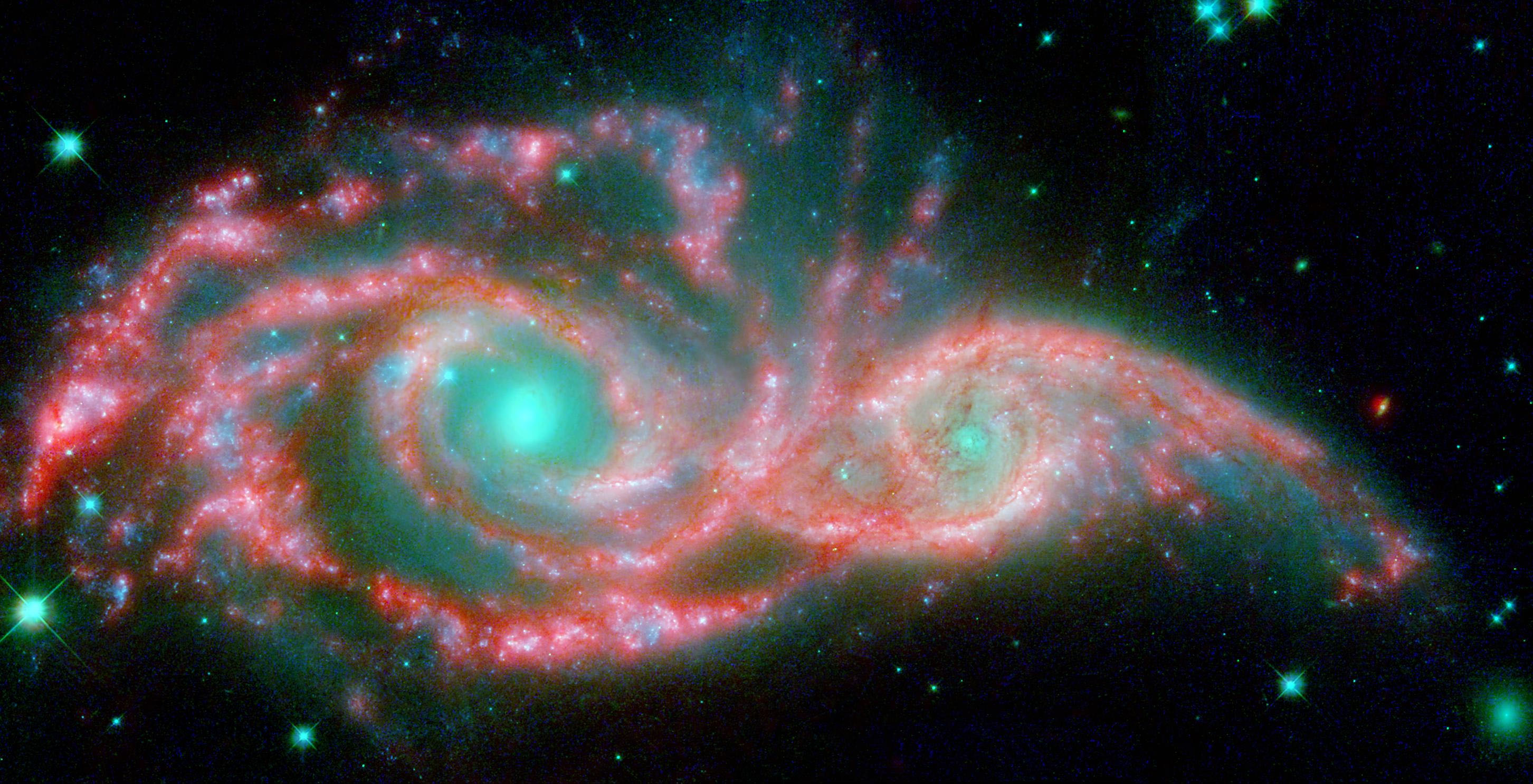
Ett foto i infrarött ljus av NGC 2207 och IC 2163 med Spitzerteleskopet.

## Djuprymdsobjekt
Stjärnbilden innehåller ett Messierobjekt, men också flera andra intressanta objekt.

### Stjärnhopar
- Messier 41 (NGC 2287) är en öppen stjärnhop som består av ungefär 100 stjärnor.[9]
- NGC 2360 (Caldwell 58) är en öppen stjärnhop.
- NGC 2362 (Caldwell 64) är en öppen stjärnhop.

### Galaxer
- NGC 2207 och IC 2163 är två spiralgalaxer på ungefär 80 miljoner ljusårs avstånd som kolliderar med varandra.[10][11] Tre supernovor har observerats i NGC 2207 under senare årtionden: SN 1975A 1975, SN 1999ec 1999 och SN 2003H 2003.

### Nebulosor
- NGC 2359 (Tors hjälm) är en emissionsnebulosa med en Wolf-Rayet-stjärna som ljuskälla.[12]

## Landskapsstjärnbild
Stora hunden är Värmlands landskapsstjärnbild.